# Ariel V
Ariel V war ein britisch-amerikanischer Röntgensatellit der 1970er Jahre, entwickelt in Zusammenarbeit des britischen Science Research Council und der NASA.
Ariel V (vor dem Start UK5 genannt) wurde am 15. Oktober 1974 von der San-Marco-Plattform vor der Küste Kenias mit einer Scout-Rakete in eine niedrige, fast äquatoriale Erdumlaufbahn gebracht. Die Mission endete am 14. März 1980 mit dem Wiedereintritt in die Erdatmosphäre.
Ariel V war ein drallstabilisierter Satellit der sich alle sechs Sekunden um seine Achse drehte. Vier Instrumente für den Energiebereich 0.3-40 keV blickten in eine kleine Himmelsregion von etwa 10° um die Satellitenachse. Zwei weitere Instrumente tasteten mit Hilfe der Drehung des Satelliten fast den gesamten Himmel ab.
Ariel V überwachte und studierte die Helligkeitsveränderungen kosmischer Röntgenquellen. Er stellte erstmals fest, dass Seyfert-1-Galaxien Röntgenquellen sind, und fand die Emissionslinie von Eisen bei etwa 7 keV im Spektrum von Galaxienhaufen.